# Ignazio Cumbo
Ignazio Cumbo (Reggio Calabria, fine XVI secolo ... – Reggio Calabria, 1686) è stato un religioso e poeta italiano.

## Biografia
Non si hanno molte notizie di Ignazio Cumbo, altrimenti nominato Ignatius de Combis o Ignazio Cumbò. Frate dell'ordine dei cappuccini, intorno al 1657 fu guardiano del convento e contestualmente dell'effige della Madonna della Consolazione, celebrata a Reggio Calabria in una festa nel secondo sabato di settembre. È noto, in ambito letterario, per la stesura di un poema eroico sacro, La Maddalena liberata, e di una raccolta di versi intitolata La lira sacra di varie corde poetiche, ordinata in due classi. Morì nel 1686 in età avanzata.